# متحف المنحوتات في شحات

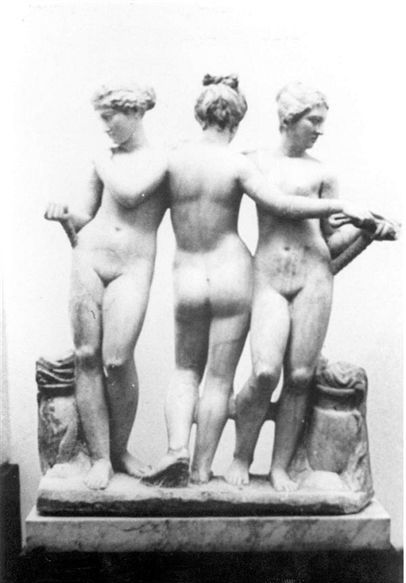
الحسان الثلاثة في متحف شحات.

متحف شحات أو متحف المنحوتات في شحات في ليبيا. هو متحف قرب مدينة قوريني التاريخية، المتحف يضم نحو 150 قطعة أثرية تعتبر من أهم الآثار التي عثر عليها حتى الآن في المدينة الأثرية، إذا استثنيت الآثار التي اكتشفت في شحات والمناطق المحيطة بها والمعروضة في المتاحف العالمية.
معظم التحف المعروضة في المتحف تعرض بأسلوب «العرض الحر» إضافة إلى بعض القطع المعروضة داخل خزائن زجاجية. كما تعرض في المتحف مجموعة مميزة من لوحات الفسيفساء وتوابيت رومانية. وتتوزع تواريخ معروضات المتحف ما بين العصور الإغريقية والهلينستية والرومانية وحتى الإسلامية لتغطي فترة زمنية نمتد من القرن السابع قبل الميلاد حتى القرن العاشر بعد الميلاد.
من أبرز معروضات المتحف تمثال سفنكس ضخم منتصب على عمود أيوني على شكل رأس امرأة وجسم لبؤة وجناحين ضخمين. إضافة إلى مجموعة تماثيل أخرى بينها تمثال أفروديت آلهة الجمال الأنثوي عند الإغريق وأخرى لأبولو والإسكندر المقدوني.
كما يوجد داخل خزانة للعرض أصابع تمثال يبلغ حجمه 12 مرة حجم الإنسان وكان منصوبا في معبد زيوس في التلة الشرقية من المدينة.

## التاريخ
افتتح متحف المنحوتات سنة 1935، ثم أُقفل إبان أزمة الحرب العالمية الثانية حتى أعيد افتتاحه سنة 1947، ثم اقفل المتحف مرة أخرى في أواخر السبعينات بسبب تصدع جدرانه.
سابقًا المتحف كان مبنى حكومي صمم وفقًا للطرز الإيطالية، وهو مكون من عدة قاعات مخصصة لعرض المنحوتات الأثرية التي عثر عليها في المدينة، بلغ عدد القطع الأثرية حوالي 1480 قطعة الأثرية قبيل إغلاقه في سبعينات القرن الماضي.

## تكوين المتحف

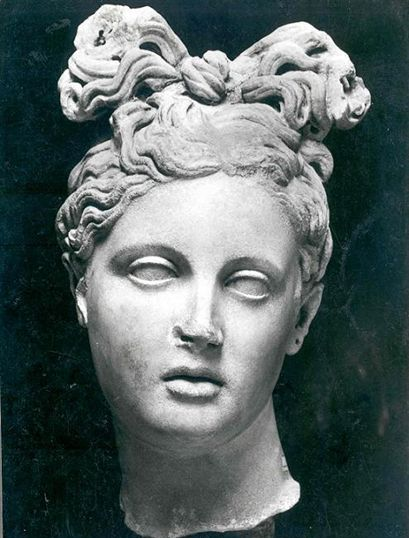
رأس أرتميس في متحف شحات.

يتكون المتحف من ساحة كبيرة للعرض تبلغ مساحتها 600 متر مربع مقسمة إلى ثلاثة أجنحة رئيسية الجناحان الشرقي والغربي والجناح الأوسط، وللداخل للمتحف عبر اليمين تعرض مجموعة من التماثيل الجبسية تعتبر نسخ لتماثيل رخامية تمت سرقتها من مدينة شحات عبر أوقات مختلفة ويعرض العديد منها في متاحف عالمية بينها متاحف في باريس ولندن وغيرهما.
وتوجد في القاعة الغربية مجموعة من الأعمال الفنية المتمثلة في ألواح حجرية منحوتة تدون مجموعة من الأحداث التاريخية والمعتقدات الليبية القديمة.
يوجد عند الولوج من المدخل الرئيسي للمتحف ساحة مستطيلة الشكل تمثل حديقة المتحف يوجد بها حجرة التذاكر والمشرفون على المتحف. كما استعملت الساحة لعرض مجموعة من المنحوتات والنقوش الإغريقية والرومانية. جدران المتحف مرتفعة ذات نوافذ بلغ عددها ثماني عشر نافذة من أجل الإضاءة كما زود المتحف بإضاءة كهربائية.
يحتوى المتحف على قطع من تلك الحقبة الزمانية، مثل: وصية بطليموس، قرارات أغسطس، عملات اغريقية ورومانية.

## وصلات خارجية
- من معروضات المتحف Garyounis.edu